# Nymphorgerius skobelevi
Nymphorgerius skobelevi är en insektsart som först beskrevs av Oshanin 1879.  Nymphorgerius skobelevi ingår i släktet Nymphorgerius och familjen Dictyopharidae. Inga underarter finns listade i Catalogue of Life.